# Sănătatea reproducerii

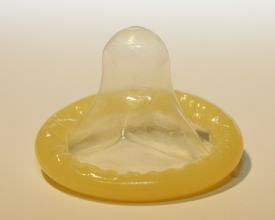
Prezervativele oferă protecție împotriva bolilor cu transmitere sexuală.

Sănătatea reproducerii este definită ca un ansamblu de metode, tehnici și servicii care contribuie la o bunăstare fizică, mentală și socială prin prevenirea problemelor legate de reproducere și rezolvarea lor.